# Dick Pym
 (décembre 2011).
Pour les articles homonymes, voir Pym.
Richard Henry Pym (connu comme Dick Pym ; né le 2 février 1893 à Topsham, Exeter, Devon, Angleterre, mort le 16 septembre 1988) est un joueur de football connu pour avoir joué la première rencontre à Wembley Stadium en 1923 avec Bolton Wanderers qu'il remporte. Il évolue au poste de gardien de but.  

## Biographie
Il est transféré en 1921 de Exeter City à Bolton pour un record mondial de 5 000 pounds[réf. nécessaire].
Pym, surnommé Pincher Pym, gagne deux autres Coupes d'Angleterre avec Bolton en 1926 et 1929 et obtient trois sélections avec l'équipe d'Angleterre. Il quitte Bolton en 1930.
Il devient le dernier survivant de la finale historique de 1923 et vit jusqu'à 95 ans.